# WDエンターテインメント
WDエンターテインメント（ダブルディーエンターテインメント、더블유디엔터테인먼트）は、韓国の芸能事務所である。OIA E&NMの子会社。

## 沿革
- 2019年6月14日にWhite Dayがデビューし、2020年10月21日に解散。

## 過去の所属
- White Day（2019年 - 2020年）